# Пеуліан
Пеуліан (рум. Păulian) — село у повіті Арад в Румунії. Входить до складу комуни Бутень.
Село розташоване на відстані 372 км на північний захід від Бухареста, 67 км на схід від Арада, 120 км на південний захід від Клуж-Напоки, 95 км на північний схід від Тімішоари.

## Населення
За даними перепису населення 2002 року у селі проживали 340 осіб.
Національний склад населення села:
| Національність | Кількість осіб | Відсоток |
| -------------- | -------------- | -------- |
| румуни         | 322            | 94,7%    |
| цигани         | 18             | 5,3%     |

Рідною мовою назвали:
| Мова      | Кількість осіб | Відсоток |
| --------- | -------------- | -------- |
| румунська | 323            | 95,0%    |
| циганська | 17             | 5,0%     |